# Wjatschaslau Bochan
Wjatschaslau Aljaksandrawitsch Bochan (belarussisch Вячаслаў Аляксандравіч Бохан; englisch Viachaslau Bokhan; * 7. April 1996 in Nawapolazk) ist ein belarussischer Handballspieler. Der 2,06 m große Kreisläufer spielt seit 2024 für den russischen Erstligisten GK Zenit St. Petersburg und steht zudem im Aufgebot der belarussischen Nationalmannschaft.

## Karriere

### Verein
Wjatschaslau Bochan begann mit dem Handballsport in seiner Heimatstadt bei GK Ljowin Nawapolazk, mit dem er 2013/14 auch in der ersten Liga debütierte. Anschließend wechselte er zum SKA Minsk, mit dem er bis 2020 jeweils Meisterschaftszweiter wurde und 2019 den Pokal gewann. Nach der Saison 2019/20 wurde er in das All-Star-Team der Liga gewählt. Ab 2020 spielte der Kreisläufer für den ukrainischen Erstligisten HK Motor Saporischschja, mit dem er 2021 ukrainischer Meister und Pokalsieger wurde. In der EHF Champions League 2020/21 erreichte der 71-fache Torschütze mit Motor das Achtelfinale. Nachdem die ukrainische Liga wegen des Russischen Überfalls auf die Ukraine im Februar 2022 abgebrochen worden war, wurde Bochan gemeinsam mit drei weiteren belarussischen Mitspielern an SKA Minsk ausgeliehen. Mit dem Hauptstadtklub gewann er 2022 den Pokal. Zur Saison 2022/23 wechselte er zum rumänischen Erstligisten CS Dinamo Bukarest. Mit Dinamo Bukarest gewann er 2023 und 2024 die rumänische Meisterschaft und 2024 den rumänischen Pokal. Seit dem Sommer 2024 steht er beim russischen Erstligisten GK Zenit St. Petersburg unter Vertrag.

### Nationalmannschaft
In der belarussischen A-Nationalmannschaft debütierte Bochan 2016. Seitdem bestritt er 59 Länderspiele, in denen er 59 Tore erzielte. Er stand im Aufgebot für die Europameisterschaften 2018 und 2020 sowie für die Weltmeisterschaft 2021.